# Takeshi Okamoto
Takeshi Okamoto (岡本 剛史 Okamoto Takeshi?), född 27 maj 1991 i Ehime prefektur, är en japansk före detta fotbollsspelare.
Okamoto började sin karriär 2009 i Ehime FC. 2012 flyttade han till FC Imabari. Han avslutade karriären 2015.